# ВЭС Фынтынеле-Коджалак
ВЭС Фынтынеле-Коджалак (рум. Parcul eolian Fântânele-Cogealac) — ветряная электростанция на территории двух румынских коммун Фынтынеле и Коджалак в жудеце Констанца. С 240 ветрогенераторами мощностью около 2,5 МВт, её общая номинальная мощность составляет 600 МВт. На момент ввода в эксплуатацию это была крупнейшая ветряная электростанция в Румынии и одна из крупнейших в мире. Оператором электростанции является чешская энергетическая компания ČEZ.

## Описание
Ветрогенераторы расположены на участке 12 км × 6 км. Большая часть электростанции (139 ветрогенераторов) находится на территории коммуны Фынтынеле. Оставшиеся 101 ветрогенераторов находятся на территории коммуны Коджалак. Общая стоимость строительства ветряной электростанции, а также её инфраструктуры составила около 1,1 млрд евро.

## История
Ветряная электростанция была спроектирована американской компанией Continental Wind Partners. В 2008 году она продала права на проект чешской энергетической компании ČEZ. В 2007 году было выдано разрешение на строительство, а работы по сооружению электростанции начались в ноябре 2008 года. Проект реализовывался в два этапа: сначала строились турбины в Фынтынеле, а затем — Коджалаке. В июне 2010 года первая турбина была подключена к сети, а в ноябре 2012 года электростанция была полностью введена в эксплуатацию.

## Техника
Электростанция оснащена 250 ветрогенераторами типа General Electric 2.5 XL мощностью около 2,5 МВт. Каждый из них имеет высоту ступицы 100 м и диаметр ротора 99 м. Таким образом, высота установок составляет почти 150 м. Компоненты ветрогенераторов были изготовлены в разных странах: лопасти в Бразилии, Испании и Германии; мотогондолы в Германии; сегменты башен в Германии и Китае; большинство внутренних электрических компонентов произведены в США.
Произведённая электрическая энергия подаётся на ЛЭП через пять специально для ВЭС построенных подстанций.